# 8382 Mann
8382 Mann è un asteroide della fascia principale. Scoperto nel 1992, presenta un'orbita caratterizzata da un semiasse maggiore pari a 2,6106775 UA e da un'eccentricità di 0,1353440, inclinata di 4,07079° rispetto all'eclittica.